# Gero von Köln

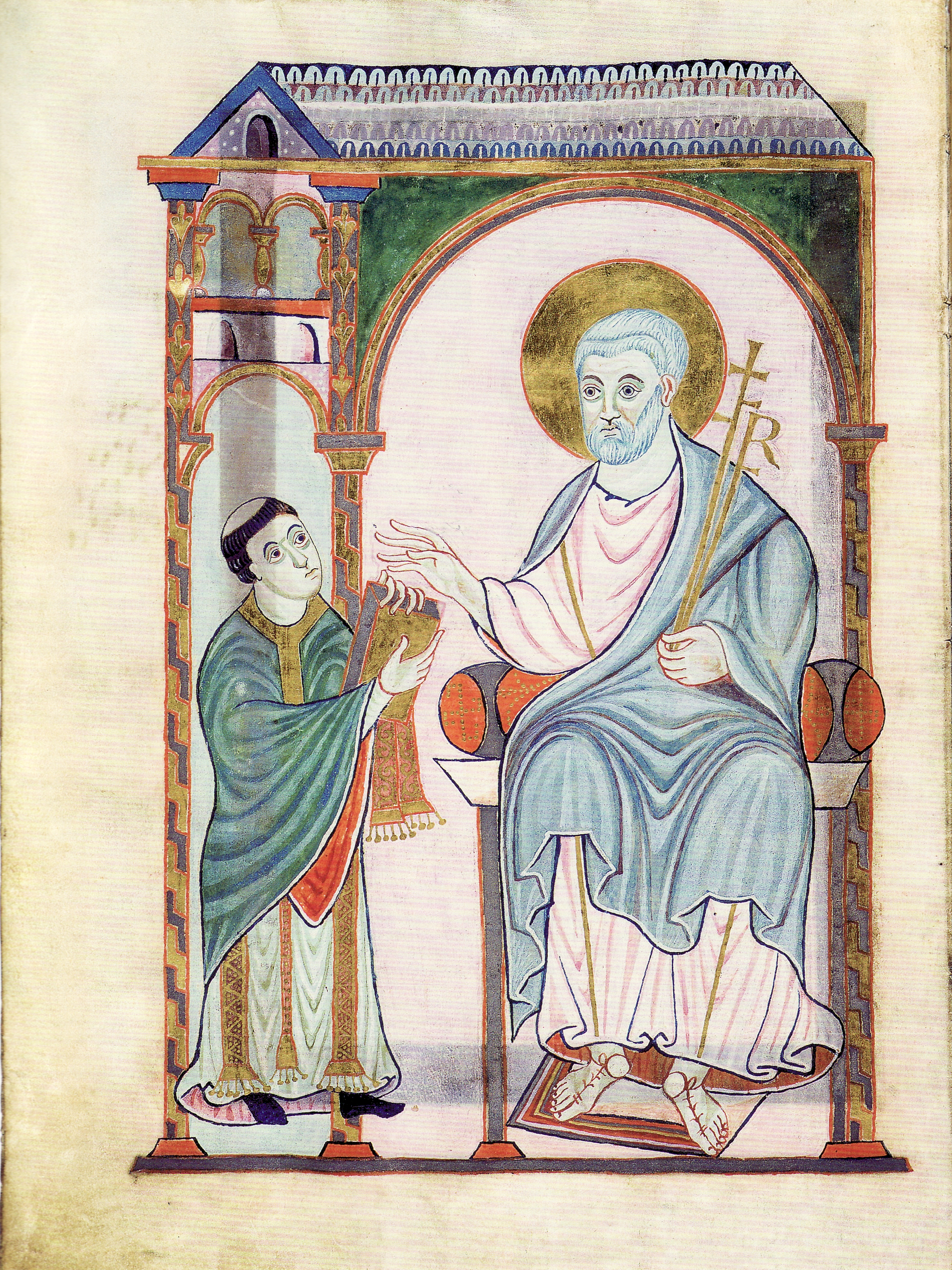
Stifterbild des Gero-Codex: Gero überreicht dem heiligen Petrus den Kodex

Gero (* um 900 in Sachsen; † 28. Juni 976 in Köln) war von 969 bis 976 Erzbischof des Erzbistums Köln.

## Leben und Wirken
Seine Herkunft ist nicht mit Sicherheit geklärt. Er war vermutlich der Sohn des Markgrafen Christian von Serimunt und dessen Frau Hidda, der Schwester des Markgrafen Gero.
Über seine Ausbildung und den größten Teil seines Lebens ist nichts bekannt. Die Person des Gero ist wahrscheinlich identisch mit einem 966 genannten gleichnamigen Presbyter am Kölner Dom. Er war Kölner Domherr und Domkustos in Köln und Kaplan des Kaisers. Vor 969 stiftete er den Gero-Codex. Neben der Sorge um sein Seelenheil spielte dabei möglicherweise auch die Absicht, sich Vorteile im Wettbewerb bei einer künftigen Erzbischofswahl zu verschaffen, eine Rolle.
Im Jahr 969 wurde er zum Erzbischof von Köln gewählt, was zunächst bei Kaiser Otto I. auf Ablehnung gestoßen sein soll. Dies berichtete jedenfalls Thietmar von Merseburg. Inwieweit dieser Bericht authentisch ist, bleibt umstritten. Schließlich stimmte der Kaiser 970 der Wahl zu.

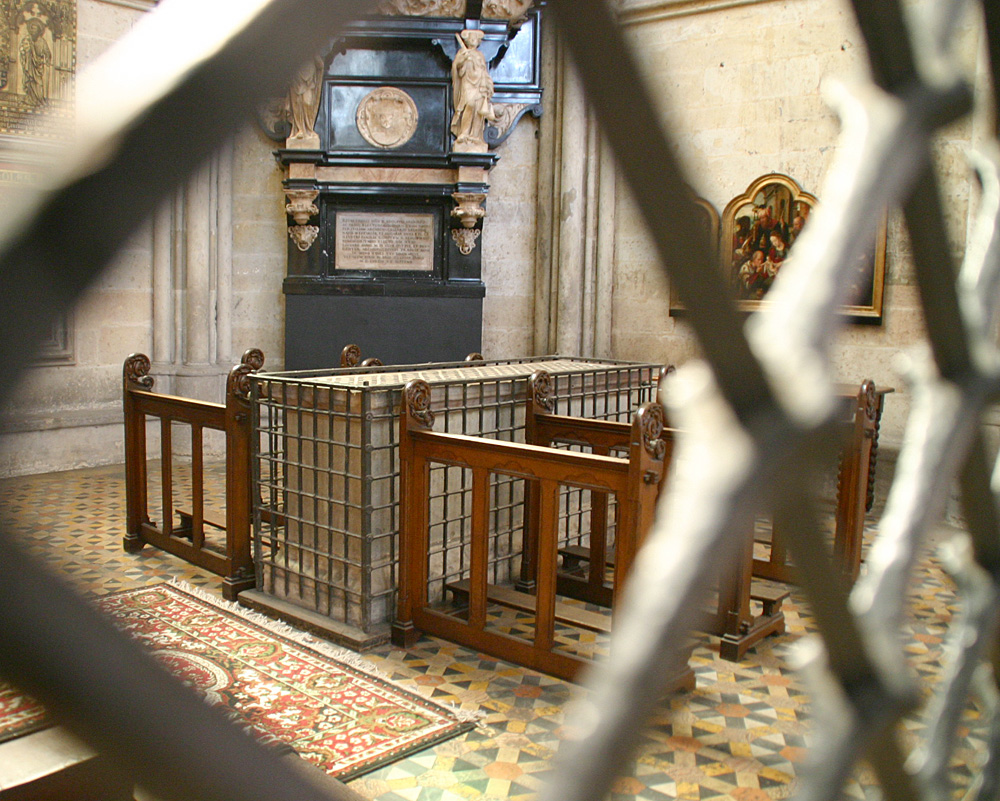
Gero-Sarkophag im Kölner Dom

Offenbar änderte sich die Einstellung des Kaisers gegenüber Gero, da er ihn 971 mit einer Gesandtschaft nach Konstantinopel betraute, deren Ziel es war, eine byzantinische Prinzessin als Braut für den Thronfolger Otto (den späteren Kaiser Otto II.) zu gewinnen. Gero gelang es zwar nicht, den Kaiser Johannes Tzimiskes zu überzeugen, eine purpurgeborene Kaisertochter zu senden, konnte aber mit Prinzessin Theophanu zumindest eine kaiserliche Nichte nach Rom geleiten, wo sie am 14. April 972 den Thronfolger heiratete. Zugleich brachte Gero die Reliquien des heiligen Pantaleon mit nach Köln; sie befinden sich seit dieser Zeit in der Kirche St. Pantaleon.
Im Jahr 972 nahm Gero an der Reichssynode von Ingelheim teil und leitete zusammen mit Adalbert, dem ersten Erzbischof von Magdeburg, 973 die Beisetzungsfeierlichkeiten für Otto I. in Magdeburg. Er war 975 bei einem Reichstag in Weimar anwesend. Abgesehen von der Gesandtschaft nach Konstantinopel spielte er aber weder unter Otto I. noch unter Otto II. eine bedeutende Rolle.
Auch nach seiner Wahl bewies er persönliche Frömmigkeit. 970 stiftete Gero gemeinsam mit seinem Bruder, Markgraf Thietmar I. von Meißen, das Kloster Thankmarsfelde im Harz bei Ballenstedt. 974 gründete er zudem die Benediktinerabtei Gladbach. Für den Kölner Dom ließ er nach 971 das berühmte Gerokreuz anfertigen.
Er starb um den 28. Juni 976 in Köln und wurde im Kölner Dom begraben. Seine Grabtumba wurde um 1260 in der Stephanskapelle des Doms errichtet.

## Gedenken
Gero gilt in der katholischen Kirche als Heiliger. Sein Festtag (Namenstag) wird an dem Tag nach seinem Todestag, am 29. Juni gefeiert. Der Geroweiher, ein Weiher in einem Park unterhalb des Mönchengladbacher Münsters, wurde nach dem Kölner Bischof benannt.